# Sportfondsenbad Noord (Rotterdam)
Het Sportfondsenbad Noord aan de Van Maanenstraat in de wijk Bergpolder is een zwembad gebouwd in de stijl van het nieuwe bouwen, functioneel, strak, licht en luchtig.
Architectenbureau De Roos & Overeijnder ontwierp het bad in 1937. Een van de bijzonderheden was het openschuivende dak, dat tegenwoordig echter niet meer functioneert. Naast het buitenbad is een grote zonneweide. In 2002 kreeg het bad de status van rijksmonument.
Sportfondsenbaden werden volgens een spaarsysteem door spaarders en aandeelhouders gefinancierd. Sportfondsenbad Noord wordt in de volksmond ook wel het Van Maanenbad genoemd, naar de straat waarin het is gevestigd. Het zwembad vertegenwoordigt een belangrijke cultuurhistorische waarde, dat ervaart men direct als men er binnen komt. In 2014 startte een grote restauratie waarna het bad op 22  april 2015 door wethouder Pex Langenberg, die Adriaan Visser verving officieel werd geopend. Met de restauratie is het Van Maanenbad weer voor een groot  deel in de sfeer van de jaren dertig hersteld.

## Trivia
- Tijdens de razzia van Rotterdam hebben enkele jonge mannen zich schuilgehouden in het Sportfondsenbad om aan tewerkstelling voor de Duitsers te ontkomen.[1]

## Foto’s

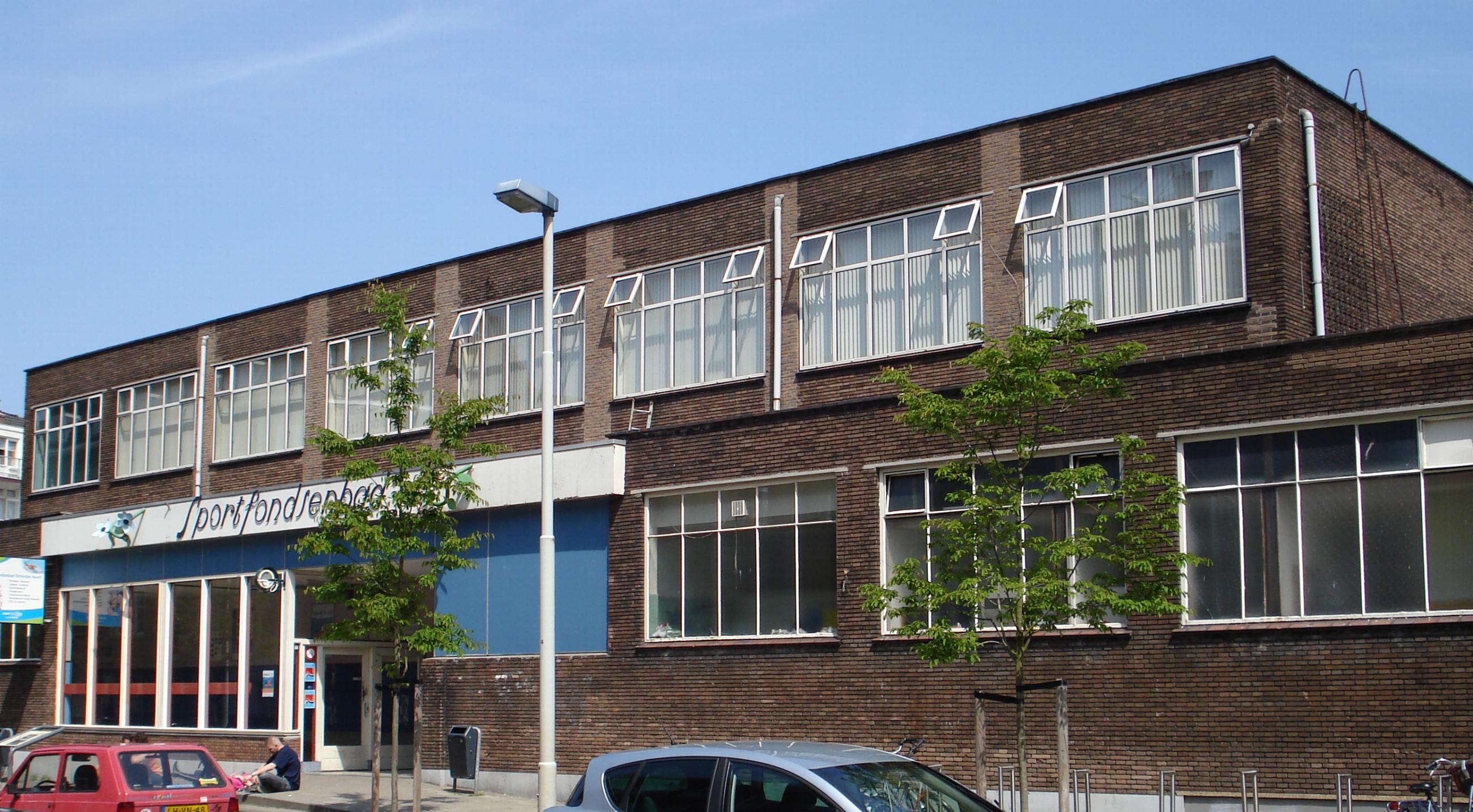
Het Sportfondsenbad Noord in 2007
Panarama van het interieur